# Überweisungsterminal
Ein Überweisungsterminal ist ein Selbstbedienungsterminal im Bankenbereich, an dem Überweisungen durchgeführt werden können. Üblicherweise handelt es sich um ein Kiosksystem mit Touchscreen, Tastatur, Drucker und Spezialtastatur für die PIN-Eingabe. Teilweise sind diese auch mit einem Belegscanner ausgerüstet, mit dem ausgefüllte Überweisungsbelege vom Bankkunden selbst eingescannt werden können. Neben dem Überweisen von Geldbeträgen ist häufig auch die Abfrage des Kontostandes, die Ansicht des Wertpapierdepots oder der Ausdruck von Kontoauszügen möglich. Die Legitimation bei Überweisungen erfolgt über die Bankkarte und PIN.
Ebenso wie Geldautomaten und Kontoauszugsdrucker stehen auch diese Geräte normalerweise in rund um die Uhr zugänglichen Vorräumen von Bankfilialen. Viele Banken nennen diese Geräte auch anders, z. B. nennt die Deutsche Bank ihre Überweisungsterminals BankingTerminal, die Dresdner Bank nannte sie ServiceTerminal oder schlicht SB-Terminal.
SB-Terminals werden eingesetzt um Schalterpersonal zu entlasten, eine 24-Stunden-Verfügbarkeit zu ermöglichen und um Geld in verschiedensten Bereichen – wie z. B. der Belegverarbeitung – zu sparen. Den Kunden wird die Verwendung der SB-Terminals durch verminderte Transaktionsgebühren schmackhaft gemacht – alternativ werden sie durch stark erhöhte Gebühren bei beleghaften Transaktionen zur Verwendung der Terminals genötigt.
Da die Überweisungen von einem Überweisungsterminal meist direkt in das Buchungssystem eingespielt werden, entfällt der zeitliche Nachteil einer beleghaften Überweisung, die Buchung auf dem Auftraggeberkonto erfolgt direkt.